# Comuna de Iwierzyce
Iwierzyce (polaco: Gmina Iwierzyce) é uma gminy (comuna) na Polónia, na voivodia de Subcarpácia e no condado de Ropczycko-sędziszowski. A sede do condado é a cidade de Iwierzyce.
De acordo com os censos de 2004, a comuna tem 7 331 habitantes, com uma densidade 111,8 hab/km².

## Área
Estende-se por uma área de 65,58 km², incluindo:
- área agricola: 77%
- área florestal: 13%

## Demografia
Dados de 30 de Junho 2004:
|                      | Total   | Total | Mulheres | Mulheres | Homens  | Homens |
| -------------------- | ------- | ----- | -------- | -------- | ------- | ------ |
|                      | pessoas | %     | pessoas  | %        | pessoas | %      |
| População            | 7 331   | 100   | 3 696    | 50,4     | 3 635   | 49,6   |
| Densidade (pop./km²) | 111,8   | 100   | 56,4     | 56,4     | 55,4    | 55,4   |

De acordo com dados de 2002, o rendimento médio per capita ascendia a 1 194,28 zł.

## Subdivisões
- Będzienica, Bystrzyca, Iwierzyce, Nockowa, Olchowa, Olimpów, Sielec, Wiercany, Wiśniowa.

## Comunas vizinhas
- Boguchwała, Czudec, Sędziszów Małopolski, Świlcza, Wielopole Skrzyńskie